# 430FX
A 430FX az Intel egy csipkészlete.

## Tulajdonságai
- Az összes 3V-os Pentium processzor támogatása
- Integrált 2. szintű cache vezérlő
  - Write-Back cache támogatás
  - Konfigurálható cache nélküli, 256 v. 512 KB cache üzemmódra
- Integrált DRAM vezérlő
  - 64 bites adatsín
  - 4 MB-tól 128 MB-ig támogatott RAM méret
  - Felhasználható RAM-típusok:
    - EDO
    - FPM DRAM
    - DRAM

  - 5 RAS vezeték
  - 3V v. 5V RAM használata is megengedett
  - EDO RAM támogatás
- Teljes, szinkron 25/30/33 Mhz PCI sín interfész
  - Egyes folyamatok akár 100 Mbit/s sebességgel is hozzáférhetnek a processzorhoz
  - Szinkronizált CPU-PCI kapcsolat a nagy sebességű grafikus kártyákhoz
- 208 lábú QFP tokozású 82437FX rendszervezérlő és 100 lábú, QFP tokozású 82438FX adatvezérlő került az alaplapra.